# キス (魚)
キス（鱚、鼠頭魚）は、スズキ目スズキ亜目キス科（学名：Sillaginidae）に所属する魚類の総称である。
あるいは、シロギス（Sillago japonica、分類によってはSillago sihama）の異称、あるいはシロギスがキスの異称とも定義される。
キス科には、ホシギス・アオギスなど、沿岸の浅い海で暮らす種類を中心に、少なくとも5属約33種が記載されている。キス類の多くは食用に利用されるほか、釣りの対象としても人気が高い。

## 分布
キス科は、南アフリカから日本、オーストラリアにかけてのインド洋および西部太平洋に分布する。

## 生態
ほとんどの仲間は海岸付近の砂底で生活するが、一部の種類の稚魚は河口などの汽水域で成長するほか、ごくまれに淡水に進出する種も知られている。
産卵期である夏には沿岸のごく浅い場所まで移動し、砂浜などでも頭を下げて海底を嗅ぎまわるように泳ぐ姿を見ることができる。食性は雑食性で、ゴカイ・スナモグリ・ヨコエビなど海底に生息する底生生物を捕食する。

## 形態
キス科の仲間は細長い円筒形の体型をもち、口は小さい。吻（口先）はとがり、砂底に潜む獲物を探るために利用される。全長45cm程度にまで成長する種類が多いが、最大では70cmに達することもある。浮き袋は欠くか、あるいは痕跡的で、存在する場合は多数の突起による複雑な構造を示す。
背鰭は2つあり、互いの間隔はごく狭いか、ほとんど近接している。第1背鰭は10–13本の棘条で、第2背鰭は1本の細い棘条と16–27本の軟条で構成される。臀鰭の基底は長く、2棘14-26軟条。椎骨は32–44個で、スズキ目内の30種余りの小グループとしては例外的に変化が大きい。

## 利用
ほとんどのキス類が食用に利用される。釣りの対象魚としても人気が高く、舟釣りや海岸からの投げ釣りは、誰でも楽しむことができる。かつて東京湾では浅瀬に脚立を立て、その上に腰かけてアオギスを釣る「脚立釣り」が名物であったが、汚染でアオギスが絶滅して以来、見られなくなった。餌はゴカイなど多毛類や貝類の生き餌、もしくはソフトプラスチックの疑似餌を使う。
身は脂肪が少なく柔らかい白身で、美味とされる。塩焼きのほか、刺身・天ぷら・フライなどに調理される。
江戸時代の将軍は、毎月1日、15日、28日以外の食事には鱚の塩焼きと漬け焼きの二種類が乗った「鱚両様」を食べることが日課となっていた。

## 分類

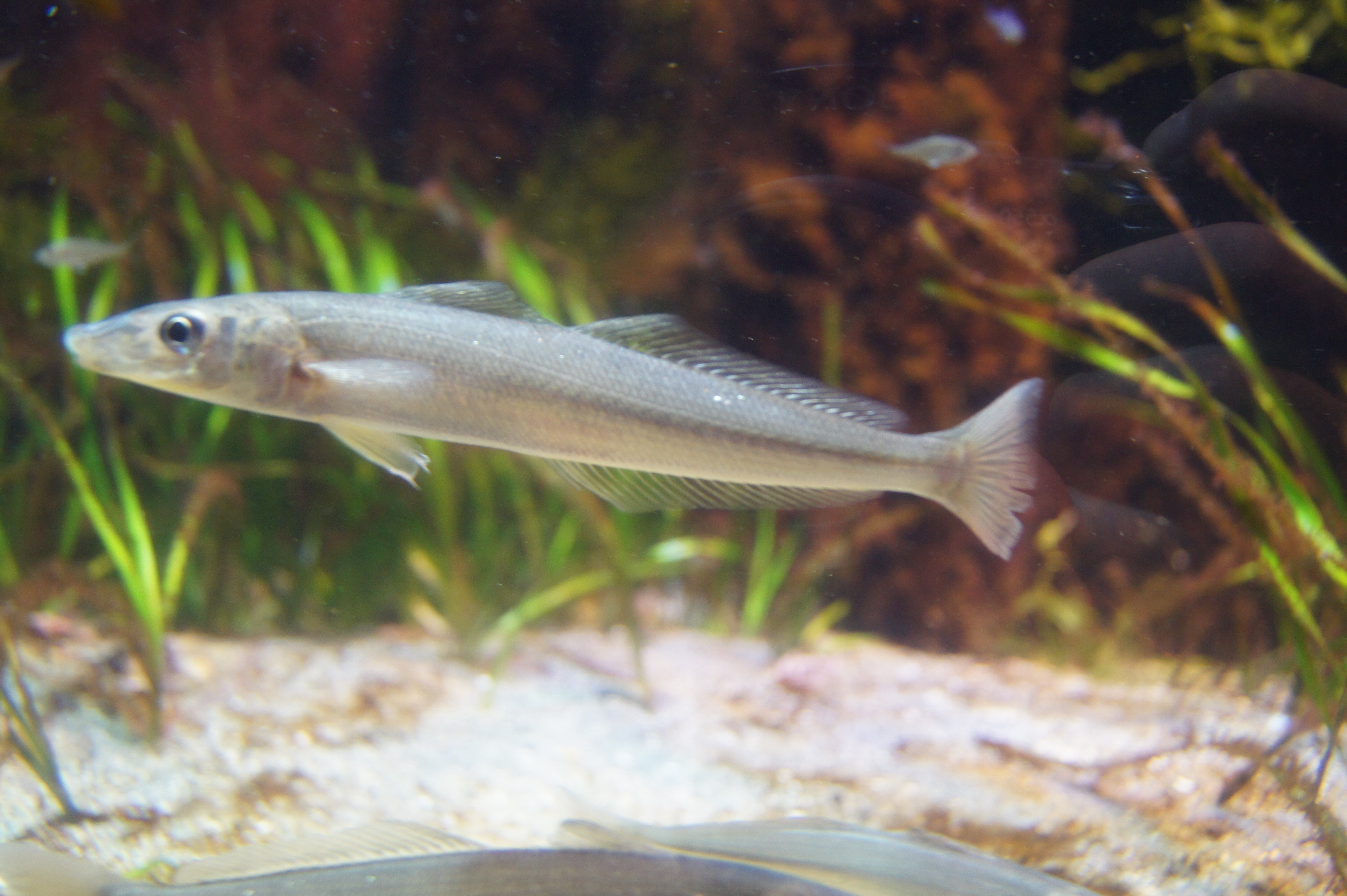
アオギス （江の島水族館における飼育個体）。個体数を大幅に減らし、絶滅が危惧される種類

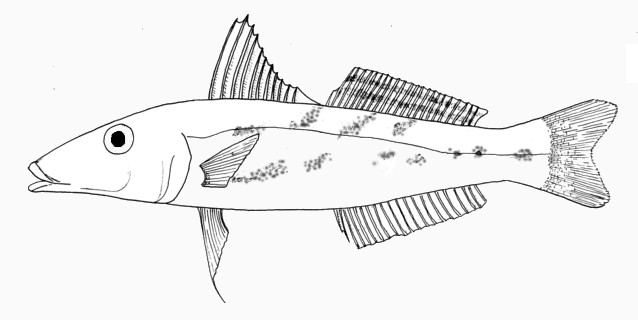
ホシギス 。胸鰭基底部の黒色斑が生時の特徴

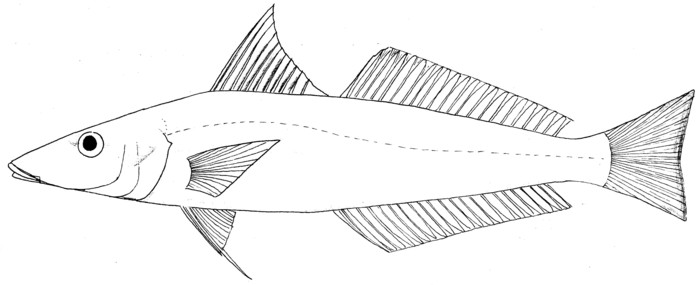
モトギス 。アオギスとよく似た種で、インド太平洋に幅広く分布する

キス科に Kaga（2013）はアトクギス属 Sillaginops を新たに設け, さらに従来3属で構成されていたキス科の分類に5属を認めている。本稿では、FishBaseに記載される5属37種についてリストする。
- ダイオウギス属 Sillaginodes
  - ダイオウギス Sillaginodes punctata
- Sillaginopodys 属
  - Sillaginopodys chondropus
- アトクギス属 Sillaginops
  - アトクギス Sillaginops macrolepis
- イトヒキギス属 Sillaginopsis
  - イトヒキギス Sillaginopsis panijus
- キス属 Sillago
  - ホシギス Sillago aeolus
  - キビレギス Sillago analis
  - Sillago arabica
  - Sillago argentifasciata
  - Sillago asiatica
  - Sillago attenuata
  - アメギス Sillago bassensis
  - Sillago boutani
  - Sillago burrus
  - Sillago caudicula
  - Sillago ciliata
  - Sillago flindersi
  - Sillago indica
  - Sillago ingenuua
  - Sillago intermedius
  - シロギス Sillago japonica
  - Sillago lutea
  - Sillago maculata
  - Sillago megacephalus
  - Sillago microps
  - Sillago nierstraszi
  - Sillago nigrofasciata
  - Sillago panhwari
  - アオギス Sillago parvisquamis
  - コガネギス Sillago robusta
  - Sillago schomburgkii
  - Sillago shaoi
  - モトギス Sillago sihama
  - Sillago sinica
  - Sillago soringa
  - Sillago suezensis
  - Sillago vincenti
  - Sillago vittata

## おもな種
シロギス Sillago japonica
全長35cm。北海道南部から九州南岸の日本沿岸から東シナ海にかけて分布する。体色は淡い褐色だが、体側は光を反射して虹色に光る。投げ釣りのもっとも一般的な対象魚である。シロギスのみを対象とした釣り大会も開催される。
アオギス Sillago parvisquamis
全長40cm。名のとおり体色に青みが強い。かつては東京湾や伊勢湾にも分布したが、開発や水質汚濁によって産卵に必要な干潟を失い、今日では九州や台湾など限られた地域に生き残るのみとなっている。遠浅の浜に脚立を立てて釣る方法は、もともとシロギスよりも警戒心の強いアオギスを釣るためのものだった。
ホシギス Sillago aeolus
全長25cm。奄美大島以南に分布する。死ぬと体側に褐色の斑点が浮かび上がる。
ダイオウギス Sillaginodes punctata
最大で全長70cmに達する大型種。オーストラリア近海に分布し、日本には生息しない。全身に褐色の小さなまだら模様がある。

## キスにちなむ語句
前述のように細長い円筒形の体型から、「痩せぎす」の語源の一つとも考えられている。

## 語源
語源は諸説ある。
- 日本各地の海岸で普通に見られ比較的簡単に釣ることができるため「岸」が変化した。
- 味が淡白なのことから「潔し」が転訛した。
- すぐに群れることから「帰す」に由来する。